# Пілот (анімаційна студія)
«Піло́т» — московська анімаційна студія.
Перша недержавна студія в колишньому СРСР.
Заснована у 1970 році режисером Олександром Татарським, художником Ігорем Ковальовим та мистецтвознавцем Анатолієм Прохоровим.

## Історія
До своєї смерті в 2007 році Олександр Михайлович Татарський був незмінним художнім керівником. Після нього керівником був — Едуард Назаров. Після смерті Назарова Сергій Мерінов. У стінах «Пілоту» створені десятки анімаційних картин і мультсеріалів.
Окрему відомість отримав підрозділ студії — «Пілот ТВ», що займається анімаційними проєктами для телебачення з використанням трьовимірних персонажів. Серед відомих — символ студії, Брати Колобки (Шеф і Колега).
Студія отримала більш, ніж 50 престижних нагород на міжнародних фестивалях.
З мультстудією «Пілот» в різні роки працювало багато відомих режисерів: Олександр Петров, Рінат Газізов, Константин Бронзіт, Михайло Алдашин, Валерій Качаєв, Ігор Ковальов, Андрій Соколов, Наталья Березова та багато інших. Випускники анімаційної школи «Пілот» працюють у відомих студіях світу.
Анімаційна студія «Пілот» прославилася роботами в області реалізації нових технологій: проєкти в мережі Інтернет, комп'ютерні ігри, телевізіонні передачі.
У 1997 році студія оформилася як телекомпанія, засновниками якої були Олександр Татарський та Андрій Разбаш.
У 2004—2006 роках студія працює над найбільшим в історії російської анімації проєктом — рос. Гора самоцвітів — 81 мультфільм по 13 хвилин, загальна тривалість якого більше 11 годин. Кожний мультфільм — казка про один з народів Росії. Проєкт став багаторазовим лауреатом російських та міжнародних конкурсів анімації.
Іншим великим проєктом студії став — рос. «Мульти-Росия», серія однохвилинних пластилінових роликів про різні суб'єкти Російської федерації.
У 2008 році, у зв'язку з економічною кризою і припиненням підтримки з боку держави, студія опинилась на межі закриття.
… В цьому 2008 році в зв'язку з реорганізацією Держкіно, гроші на підтримку анімації припунились виділятись, а тепер ще і криза, тому немає надії і на комерційні проекти! Як результат, вже третій місяць унікальні художники знаходяться в неоплачуваній відпустці, студія майже закрита.— Сергій Мерінов, відкритий лист Володимиру Путину
4 фінальних серій гора самоцвітів повинні були бути закінчені у липні 2010 року, причому "Госкіно" оплатили їх у лютому по квітень але гроші так і не були отримані.
Але у 2012 році проєкт "Гора самоцвітів" був відновлений і студія отримала доповнене фінансування і мультфільм не закрили. У 2014 році з'явився офіційний канал на ютубі "Гора самоцвітів" де серії є на російській,, англійській, іспанській та китайській мові. Разом з циклом вийшов цикл роликів про регіони Росії. Називається Мульти-Росія.

## Фільмографія (неповний перелік)
- Його дружина — курка (1989)
- Ліфт 1 (1989)
- Ліфт 2 (1989)
- Авіатори (1990)
- Чудеса (1990)
- Пумс (1990)
- 5/4 (1990)
- Путч (1991)
- Андрій Свіслоцький (1991)
- Пісня про Вольфганга безстрашного, достославного винищувача драконів (1991)
- Ліфт 3 (1991)
- Ловці перлів (1991)
- Автогонки (Формула 1) (1991)
- Мисливець (1991)
- Головні ігри (1991)
- Останній (1991)
- Ліфт 4 (1992)
- Ліфт 5 (1992)
- Вступ (Інтродукція) (1992)
- Гіпнеротомахія (1992)
- Я вас чую (1992)
- Я йду шукати (1992)
- Прощай (Фаре Велл) (Переживай) (1993)
- Інша сторона (1993)
- Тук-тук (1993)
- Походження видів (1993)
- Пустушка (1993)
- Історичні анекдоти (1994)
- Вимикач (1994)
- Розповідь про диво з чудес (1994)
- Гагарін (1994)
- Ексгібіціоніст (1995)
- Джамайс (1995)
- Брати Пілоти знімають кліп для MTV (1995)
- Брати Пілоти іноді ловлять рибу (1996)
- Брати Пілоти раптом вирішили пополювати (1996)
- Брати Пілоти показують один одному новорічні фокуси (1996)
- Брати Пілоти готують на сніданок макарончики (1996)
- Брати Пілоти вечорами п'ють чай (1996)
- Різдво (1996)
- Віднесені вітром (1998)
- Автомобіль кота Леопольда (1998)
- Майк, Лу та Ог (1998—2000)
- Академія власних помилок, або Брати Пілоти рятують Росію (1999—2000)
- Сусіди (2001)
- М'ячик (2001)
- Латекс (2001)
- Хаш (2002)
- Червоні Ворота Расемон (2002)
- Про дівчинку, яка знайшла свого ведмедика (2002)
- Підкидьок (2002)
- Нехороший мальчик (2003)
- 2+1= (2003)
- До Півдня від Півночі (2003)
- Іван-Хуан (2003)
- Еволюція Петра Сенцова (2005)
- Як правильно говорити російською (2005)
- Жихарка (2006)
- Говоримо без помилок (2007—2008)
- Гора самоцвітів — цикл казок народів Росії (2004—т.ч.)
- Мульти-Росія — цикл роликів про регіони Росії (спільно з компанією «Аероплан», 2007—2008)
- Уроки хороших манер (2009)
- Чомучка (з 2011)
- Півник і кішечка (мультфільм) (2012)
- Подарунки чорного ворона (мультфільм) (2012)
- Оповідь хотанського килима (мультфільм) (2012)
- Колобок (мультфільм) (2012)

## Телепроекти студії «Пілот ТБ»
- Горище Фруттіс (1997—1999) (на замовлення ОРТ) (1997—1998), ТВ-6 (1999)
- Академія власних помилок, або Брати Пілоти рятують Росію (1999—2000) (на замовлення М1)[1][2]
- Тушіть світло (2000—2003) (на замовлення НТВ (2000—2001), ТНТ (2001), ТВ-6 (2001—2002), [[ТВС (телеканал,2)00)
- Десять років, які вразили нас (2001—2002) (на замовлення ТВ-6)
- Передбачення погоди (2002—2003) (на замовлення ТВС)
- Кремлівський концерт (2002—2003) (на замовлення ТВС)
- Червона стріла (2003—2004) (на замовлення НТВ)
- Це правильно (2004—2005) (на замовлення НТВ)<ref>{{публікація|стаття|посилання=https://www.kommersant.ru/doc/2294276%7Cавтор=Юлія Ларіна|назва=Це  правильніше?
- Без знижок (2004—2007) (на замовлення СургутІнформТВ)
- Відкриття Росії (2005) (на замовлення радіо «Свобода»)
- Моя хата з краю (2006) (на замовлення телеканалу «Інтер»)<ref>{{Cite web |url=http://inter.ua/news/2006/09/08/1512 |title=Хрюн і Степан займуться ремонтом на «Інтері» —  |access-date=2020-12-12 |archive-date=2018-06-05 |archive-url=https://web.archive.org/web/20180605105845/http://inter.ua/ua/news/2006/09/08/1512 |deadlink=no }
- Говоримо без помилок (2007—2008) (на замовлення ВДТРК)
- Чомучка (2008—2009, 2011—2015) (на замовлення ВДТРК)
- Уроки хороших манер (2009) (на замовлення ВДТРК)
- Яка Зобраза!  (2010) (на замовлення ВДТРК)
- Мандруй з нами!  (2011—2014) (на замовлення ВДТРК)
- Вперед у минуле!  (2013) (на замовлення ВДТРК)